# Asedio de Estrasburgo
El asedio de Estrasburgo tuvo lugar durante la guerra franco-prusiana y resultó en la rendición francesa de la fortaleza el 28 de septiembre de 1870.

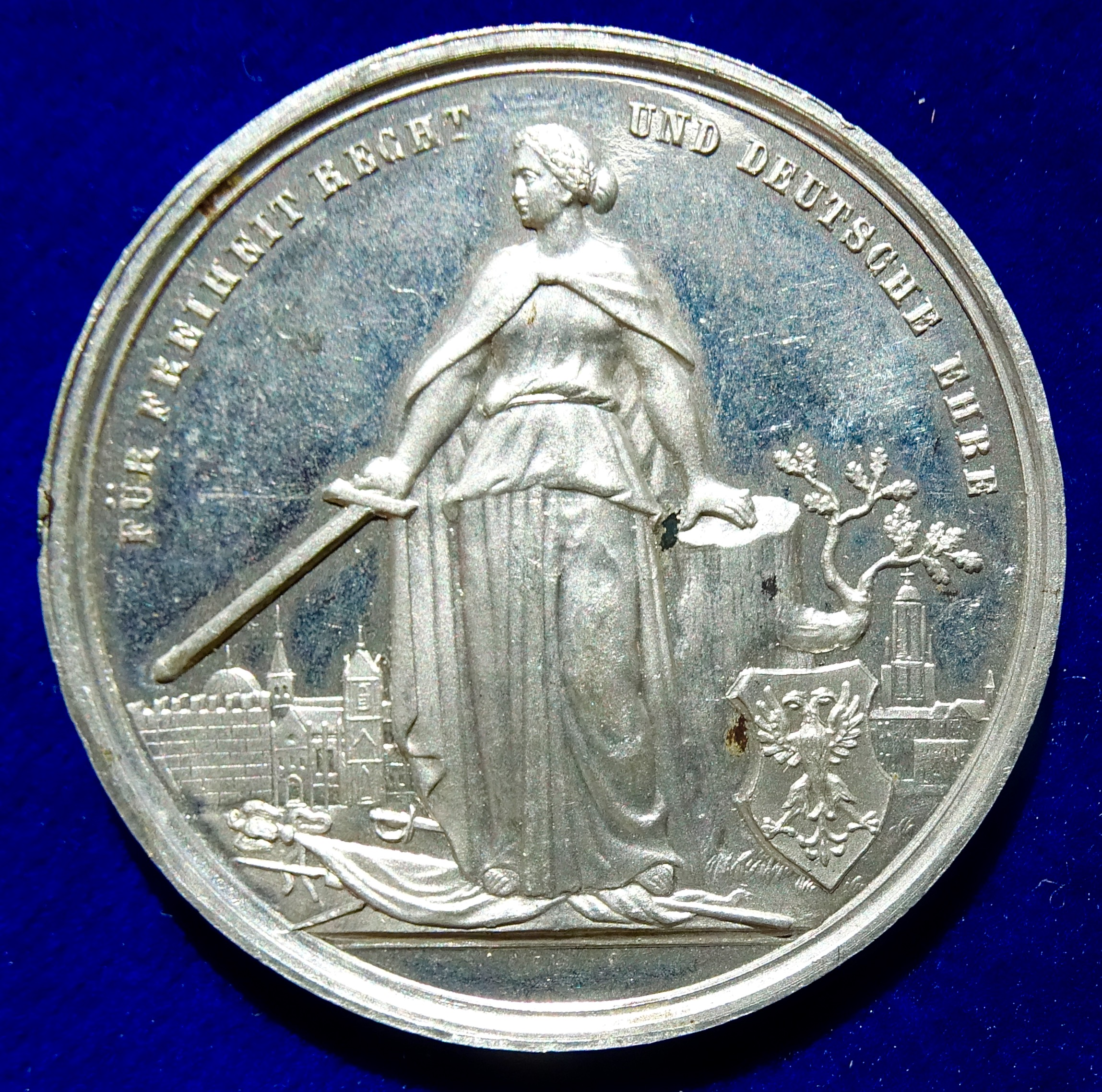
Medalla alemana sobre el asedio de Estrasburgo, Alsacia, en la guerra franco prusiana (anverso). Germania sostiene una espada, junto al águila bicéfala imperial en un escudo. Al fondo, una vista de Estrasburgo.

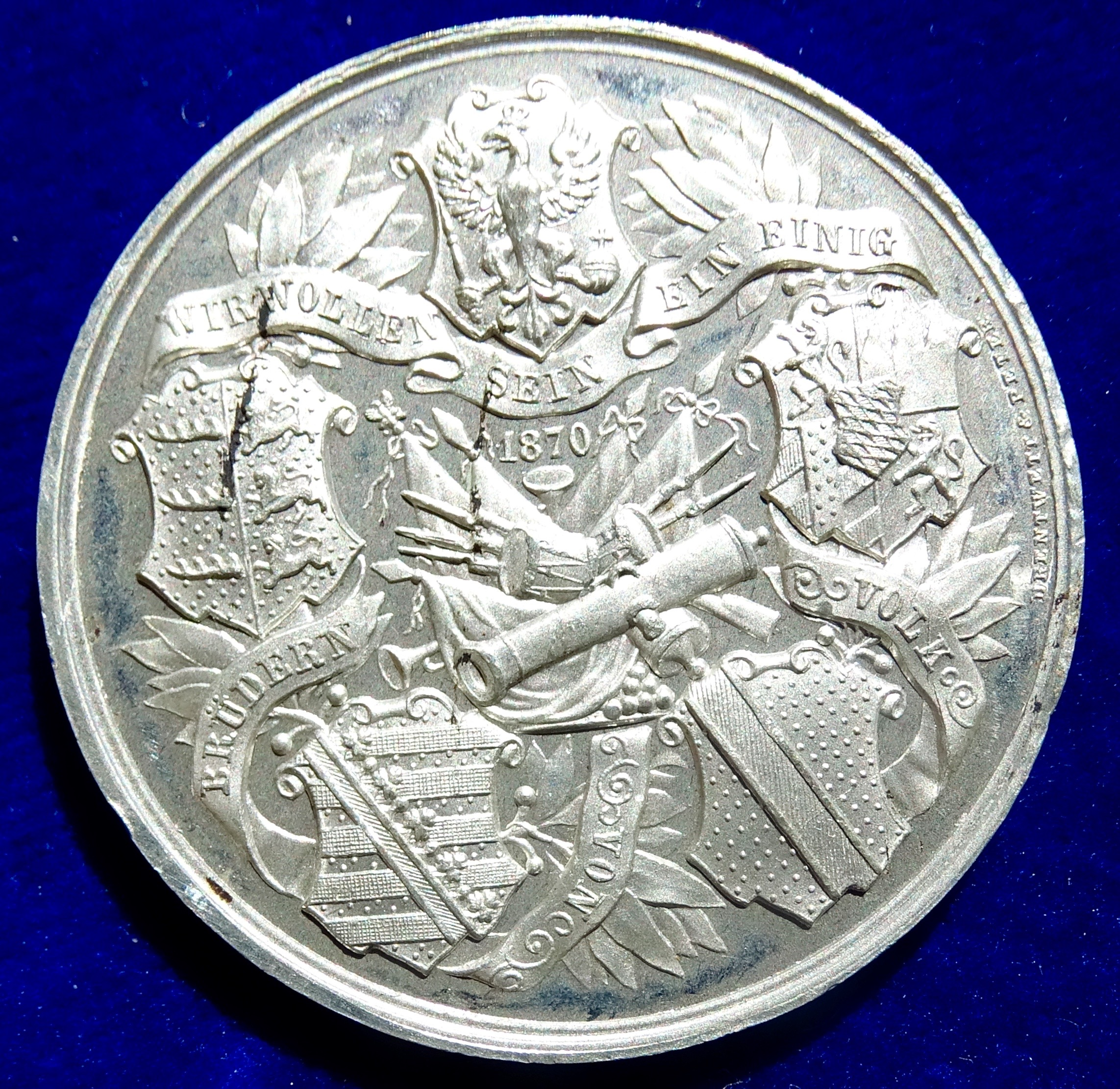
El reverso de la medalla muestra una cita de Friedrich Schiller y muestra el deseo de unificación de Alemania, que se haría realidad en 1871 en Versalles como resultado de la guerra franco-prusiana.

## Antecedentes
Después de la batalla de Wörth, el Príncipe Heredero Federico envió al General August von Werder al sur contra la fortaleza de Estrasburgo. En ese tiempo, Estrasburgo (junto con Metz) era considerada una de las mayores fortalezas en Francia. La fuerza de Werder ascendía a 40.000 soldados de Wurtemberg y Baden, que se hallaban al otro lado del río Rin en Estrasburgo. La guarnición francesa consistía en 17.000 hombres a las órdenes del General Jean Jacques Alexis Uhrich de 68 años.

## Bombardeo inicial
Werder se percibió del valor estratégico que tenía la ciudad, descartó un largo asedio por hambre y se decidió por una acción más rápida, bombardeando las fortificaciones y para someter a la población civil. El 23 de agosto, los cañones de Werder abrieron fuego,  causando considerables daños a la ciudad y sus edificios históricos. El Obispo de Estrasburgo se fue a ver a Werder para rogarle un cese el fuego, y la población civil sugirió pagar 100.000 francos a Werder por cada día sin bombardeos. Uhrich lo rechazó, y Werder se dio pronto cuenta de que no podía mantener tal bombardeo con la munición que tenía disponible.
El 24 de agosto, el Museo de Bellas Artes fue destruido por un incendio, al igual que la Biblioteca municipal dentro de la antigua iglesia dominica gótica, con su colección única de manuscritos medievales, raros ejemplares renacentistas y artefactos romanos.

## Asedio

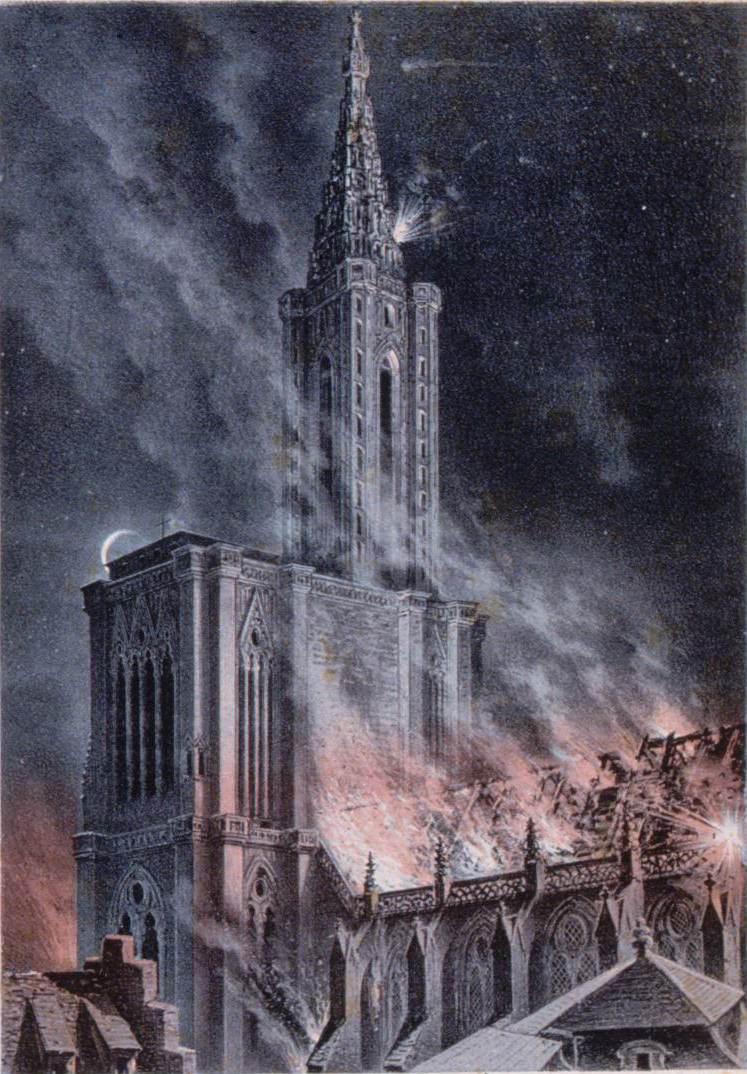
Ilustración de la catedral de Estrasburgo durante la noche, mientras se bombardea la ciudad.

Werder continuó el bombardeo de la ciudad, esta vez poniendo como objetivos algunas fortificaciones. Las líneas de asedio alemanas se acercaban rápidamente a la ciudad mientras que cada fortaleza señalada era convertida en ruinas. El 11 de septiembre, una delegación de oficiales suizos entró en la ciudad para evacuar a no combatientes. Esta delegación trajo noticias de la derrota francesa en la batalla de Sedán, lo que significaba que Estrasburgo no recibiría refuerzos. El 19 de septiembre, el resto de civiles de la ciudad urgieron a Uhrich a que depusiera las armas, pero se opuso a ello creyendo que la defensa aún era posible. Sin embargo, ese mismo día Werder atacó y se apoderó de la primera de las fortalezas de la ciudad. Este hecho causó que Uhrich reconsiderara su postura para la defensa. El 27 de septiembre, Uhrich abrió las negociaciones con Werder, y la ciudad se rindió al día siguiente.

## Resultado
La caída de Estrasburgo liberó a las fuerzas de Werder para realizar nuevas operaciones en el nordeste de Francia. Su siguiente movimiento fue contra la ciudad de Belfort en noviembre.